# يو إف سي 298
يو إف سي 298: فولكانوفسكي ضد توبوريا (بالإنجليزية: UFC 298: Volkanovski vs. Topuria)‏ هو حدث لفنون القتال المختلطة نظمته يو إف سي، وأُقيم في 17 فبراير 2024، على هوندا سنتر في آناهايم، كاليفورنيا، الولايات المتحدة.